# توم غرين (لاعب هوكي الحقل)
توم غرين (بالإنجليزية: Tom Green)‏ هو لاعب هوكي الحقل جنوب أفريقي، ولد في 6 فبراير 1974.